# Esclavo y amo
«Esclavo y amo» es una canción escrita por el cantautor mexicano José Vaca Flores, y originalmente grabada por el cantante mexicano Javier Solís para su álbum El Peor De Los Caminos de 1962, siendo también lanzada ese año como sencillo junto a la canción El loco. Además de haber sido el primer éxito de Vaca Flores como compositor, Esclavo y amo también se convirtió en una de las canciones más emblemáticas de Solís, logrando convertirse en un estándar del repertorio popular mexicano.
La letra habla sobre una persona profundamente enamorada de alguien, cuyos fuertes sentimientos lo hacen sentir como «esclavo y amo del universo».

## Versión de Los Pasteles Verdes
En 1975, el grupo peruano Los Pasteles Verdes grabó una versión de «Esclavo y amo», que fue lanzada como sencillo de su segundo álbum de estudio Vol ll. Su versión, que en vez de la instrumentación de mariachi de la versión original de Javier Solís opta por un estilo más psicodélico, típico de los grupos románticos latinos de los setenta, volvió a popularizar la canción en México, donde encabezó las listas de éxitos de 1976.

### Listas
| Lista (1976) | Posición más alta |
| ------------ | ----------------- |
| México       | 1                 |

## Versión de Pepe Aguilar
En 2000, el cantante mexicano Pepe Aguilar publicó una versión de la canción para su álbum Lo grande de los grandes. Su versión, que también fue lanzada como sencillo y cuenta con una instrumentación de mariachi que hace recordar con más énfasis a la versión original interpretada por Javier Solís, fue una de las ganadoras de los Premios Latinos BMI 2002.

### Listas
| Lista (2001)                                        | Posición más alta | Ref.   |
| --------------------------------------------------- | ----------------- | ------ |
| Estados Unidos (Billboard Hot Latin Tracks)         | 14                | [ 10 ] |
| Estados Unidos (Billboard Latin Airplay)            | 14                | [ 10 ] |
| Estados Unidos (Billboard Latin Pop Airplay)        | 13                | [ 10 ] |
| Estados Unidos (Billboard Regional Mexican Airplay) | 25                | [ 10 ] |

## Otras versiones
La canción también ha sido grabada por artistas como Vicente Fernández, Manoella Torres, Lupillo Rivera, Marco Antonio Muñiz, Leo Dan y Amanda Miguel, entre otros.